# When Your Heart Stops Beating
When Your Heart Stops Beating ist das einzige Musikalbum der US-amerikanische Rockband +44. Es wurde am 14. November 2006 veröffentlicht und ist in den Farben blau, grün und pink erhältlich.
In Großbritannien verkaufte sich das Album in der ersten Woche 7.753 mal. Bis zum September 2011 konnten in den USA über 274.000 Kopien verkauft werden. When Your Heart Stops Beating erreichte teilweise hohe Ränge in den Charts, z. B. den ersten in den australischen, den dritten in den kanadischen, den 13. in den französischen, den siebten in den Schweizer, den zehnten in den US-amerikanischen und den 50. in den britischen.
Die Single When Your Heart Stops Beating konnte ebenfalls großen Erfolg verzeichnen, unter anderem den ersten Platz in den britischen und in den US-Pop-Charts, jeweils den zweiten in den irischen und deutschen und jeweils den vierten in den australischen und österreichischen Charts.
Das Album wurde von Kritikern gemischt bis positiv aufgenommen. Bei Allmusic wurde das Album mit dreieinhalb von fünf Sternen bewertet, auch AbsolutePunk, Sputnikmusic, Blender, Entertainment Weekly, The New York Times und The Washington Post nahmen When Your Heart Stops Beating positiv auf. Gemischt oder negativ aufgenommen wurde das Album unter anderem vom Rolling Stone und vom Daily Princetonian.

## Trackliste
1. Lycanthrope (3:57)
2. Baby Come On (2:44)
3. When Your Heart Stops Beating (3:12)
4. Little Death (4:05)
5. 155 (3:29)
6. Lillian (4:38)
7. Cliffdiving (3:40)
8. Interlude (1:12)
9. Weatherman (4:33)
10. No, It Isn’t (3:31)
11. Make You Smile (3:44)
12. Chapter 13 (5:07)
13. Baby Come On [Acoustic] (2:54) (nur Europa, Mexiko und Australien)
14. Weatherman [Acoustic] (4:17) (nur Großbritannien)
15. 145 [Acoustic] (3:36) (145 BPM-Version von 155) (nur Großbritannien)

## Songs
- Lycanthrope war der zweite Song, der von +44 veröffentlicht wurde. Am 1. September 2006 konnte man ihn auf der offiziellen Seite der Band herunterladen.
- When Your Heart Stops Beating wurde als erstes von KROQ gesendet.
- 25. Oktober 2006: Cliff Diving wurde von der Fanseite 44disasters.com veröffentlicht.[1]
- 28. Oktober 2006: Das volle Album wurde im Internet gefunden.
- 31. Oktober 2006: Die Akustikversion von Baby Come On wurde über iTunes veröffentlicht.
- 31. Oktober 2006: Die Akustikversion von 155 wurde unter dem Namen 145 über Yahoo! Music veröffentlicht.
- Gegen Ende Oktober wurde ein Elektroremix von When Your Heart Stops Beating der offiziellen Homepage und der offiziellen Myspace-Seite hinzugefügt.

## Besonderheiten
- Das Album ist, ohne die Bonustracks, genau 44 Minuten lang – keine Anspielung auf den Bandnamen.
- Die deutschsprachige Coverversion „Wenn dein Herz zu schlagen aufhört“ der Band Wir sind Helden entstand im Rahmen des iTunes-ForeignExchange.[2]
- Das komplette Album war bis zur Veröffentlichung auf der offiziellen MySpace-Seite anzuhören.[3]